# Cipriano Barace
Cipriano Barace Mainz S.J., (Isaba, Navarra; 5 de mayo de 1641 - Provincia de Charcas (actual Bolivia), 16 de septiembre de 1702) fue un misionero jesuita y mártir español fundador de las ciudades de Trinidad, Loreto y Baures, entre otras poblaciones en el Departamento del Beni en Bolivia.

## Biografía
Nació en la Villa de Isaba en Navarra, España, hijo de Pedro Barace y María Mainz. Cursó estudios primarios en la escuela de Isaba. En esta etapa de su vida estuvo a punto de morir en dos ocasiones; la primera cuando unos pastores le quisieron matar al atribuirle el incendio de una borda. La segunda durante unas inundaciones, cuando estuvo a punto de morir ahogado en el río.
Con la ayuda de su hermano Pascual marchó a Valencia a hacer estudios de Filosofía y Teología, que le permitieron años después ser nombrado beneficiado de la parroquia de Isaba.
Su vocación religiosa le hace alistarse en la Compañía de Jesús, a imitación de San Francisco Javier por quien Barace sentía una gran admiración. 

## Trabajo Misional
A los 29 años Cipriano elige y viaja a la provincia jesuita del Perú, siendo ordenado sacerdote en Lima el 11 de junio de 1673.
Según una descripción de 1672 que se conserva en el Archivo de Indias de Sevilla (Contratación 42-5-8), su aspecto físico era el de un hombre con "buen cuerpo, blanco, algo rubio, señales de heridas sobre ambas cejas...".
Es encargado, con la ayuda del padre Pedro Marbán y del hermano José Castillo, de adentrarse en territorio de la actual Bolivia, virgen en aquel momento, para conocer el grado de disposición de los indígenas a ser evangelizados, así como para explorar nuevos territorios e informar de lo allí observado, embarcando en el río Grande a mediados de julio de 1675.
En aquel territorio fundó la primera población indígena con indios moxos, a la que bautizó con el nombre de Nuestra Señora de Loreto (25 de marzo de 1682). Tras cinco años de enfermedades y pobres resultados es enviado a territorio de los indios chiriguanos en la actual Paraguay, donde tampoco obtuvo éxito en sus esfuerzos.
Así, vuelve al territorio de los moxos de Bolivia, donde se lanza a la creación de misiones por todo el norte boliviano. En 1687, "doce leguas río abajo de Loreto", crea la actual ciudad de Trinidad.
El primer Diccionario francés de Historia Eclesiástica atribuye a Barace ("de patria isabense" que dicen los documentos de la época) la fundación de al menos quince puestos de misión y el bautismo de al menos 11 000 indios.
Antonio de Orellana -biógrafo del padre Barace y superior suyo en el momento de su martirio-, en la obra Compendio de la vida del padre Cipriano Barace escrita al año siguiente de su muerte, lo describe como "un personaje ungido de santidad, aventurero, bondadoso, optimista, confiado, desprendido y entregado a la salvación de los indígenas".
Enseñó a los indios moxos a tejer y también los oficios de albañil, carpintero, constructor y agricultor, entre otros, por lo que le tenían por un auténtico bienhechor.

## Introducción de la ganadería en los Moxos
Su gran gesta por favorecer a sus amigos indios  fue viajar a Santa Cruz de la Sierra, y con limosnas que obtuvo de los españoles, reunió algunos centenares de reses para trasladarlas hasta Loreto y Trinidad. En el territorio de los moxos no existía la ganadería y el jesuita, que algo sabía de cañadas y de rebaños por ser el Valle de Roncal tierra de pastores, ignorando de forma voluntaria las dificultades que le esperaban, se impuso la sobrehumana tarea de conducir aquel rebaño, fundamentalmente vacuno, a través de bosques, selvas vírgenes y terrenos pantanosos, abriendo una cañada como la que empleaban sus paisanos roncaleses.
Tras recorrer unos 500 kilómetros llegó a su destino, Loreto, muerto de hambre y de sed, después de 54 días de caminata y con tan solo 86 reses. Entró en el poblado sobre el toro madrina, que era el que abría paso a la manada. No obstante, aquellas reses fueron suficientes para multiplicarse y en poco tiempo los moxos pudieron comer carne de vaca y utilizar a estos animales en las tareas agrícolas. Todavía hoy a esta ruta que empleó Cipriano se le conoce con el nombre de Camino Barace.

## Muerte
Después algo más de 25 años trabajando con los moxos y otras tribus como los cirionenos, tapacuras, guarayanos o moremonos, el 17 de agosto de 1702 sale de Trinidad, acompañado de cuatro indios y una mula, para adentrarse en territorio de los baures con quienes llegó a establecer una buena relación de amistad. Pero las guerras tribales entre ellos generaron una situación difícil de la que ya no pudo salir.
Así, el 16 de septiembre de 1702, cuando pasaba por una zona pantanosa en su camino hacia una de las misiones, se encontró con un grupo de indígenas armados con arcos, flechas y macanas. Dispararon sobre él una lluvia de flechas hiriéndole en el muslo y en el brazo; uno de ellos, a la vez que le arrebataba la cruz le daba un mortal golpe en la cabeza con su macana, acabando así con su vida a los 61 años de edad, 27 de ellos dedicados a evangelizar y a proteger a las diferentes tribus de la Provincia de Charcas, en el actual departamento del Beni de Bolivia.

## Legado
Las aventuras y penalidades que sufrió a lo largo de los 27 años que pasó como misionero, son inimaginables. Leer su biografía es entrar en la vida de un tipo de hombre que en la actualidad es difícil imaginar: aventurero, comerciante, médico y cirujano, arquitecto, explorador, ganadero, escritor, relaciones públicas, etc.
Cipriano Barace tuvo la virtud -reconocida todos sus biógrafos, de ser plenamente aceptado por la población indígena a pesar de haber irrumpido en sus territorios en plena época colonial. Aprendió la lengua y respetó las costumbres de los indios moxos y otras tribus, e hizo de su territorio un espacio de hombres libres después de haberse enfrentado con dureza a los colonos que querían esclavizar a los indígenas. La introducción de la ganadería hasta esa zona no sólo les permitió sobrevivir entonces, sino todavía hoy, en el departamento del Beni, la ganadería es el motor económico de la zona.
Es curioso observar cómo hoy, los ganaderos del departamento se han agrupado creando un movimiento antiglobalización al que han denominado Fundación Cipriano Barace.
Barace es reconocido por todos los sectores de la Iglesia como una referencia a imitar. Actualmente está en proceso de beatificación.